# Fortuna:Národní liga 2019/2020
Sezóna 2019/20 byla 27. ročníkem 2. nejvyšší české fotbalové soutěže. Začala v pátek 20. července 2019 a skončila v pátek 17. července 2020.
Mistrem soutěžního ročníku se stal FK Pardubice, který do FORTUNA:LIGY doprovodil tým FC Zbrojovka Brno. Do MSFL 2020/21 sestoupil tým MFK Vítkovice a do ČFL 2020/21 sestoupil tým FK Baník Sokolov.

## Změny týmů
Z loňského ročníku první ligy do této soutěže sestoupila FK Dukla Praha, naopak do 1. ligy postoupily SK Dynamo České Budějovice. Postoupili vítěz ČFL 2018/19 FK Slavoj Vyšehrad a vítěz MSFL 2018/19 SK Líšeň. Do MSFL 2019/20 sestoupil tým 1. SC Znojmo FK a do ČFL 2019/20 sestoupil tým FC MAS Táborsko.

## Lokalizace
- Karlovarský kraj – FK Baník Sokolov
- Jihomoravský kraj - FC Zbrojovka Brno, SK Líšeň
- Královéhradecký kraj – FC Hradec Králové
- Moravskoslezský kraj – FK Fotbal Třinec, MFK Vítkovice
- Olomoucký kraj – 1. SK Prostějov
- Pardubický kraj – FK Pardubice, MFK Chrudim
- Praha – FK Viktoria Žižkov, FK Dukla Praha, FK Slavoj Vyšehrad
- Středočeský kraj – FC Sellier & Bellot Vlašim
- Ústecký kraj – FK Ústí nad Labem, FK Varnsdorf
- Kraj Vysočina – FC Vysočina Jihlava

## Kluby, stadiony,umístění a hlavní trenéři
Poznámka: Tabulka uvádí kluby v abecedním pořadí.
| Klub                       | Stadion                               | Kapacita | Město/ obec    | Region               | Trenér                  |
| -------------------------- | ------------------------------------- | -------- | -------------- | -------------------- | ----------------------- |
| 1. SK Prostějov            | Stadion Za Místním nádražím           | 3 500    | Prostějov      | Olomoucký kraj       | Ondřej Machala          |
| FC Hradec Králové          | Malšovický stadion                    | 7 220    | Hradec Králové | Královéhradecký kraj | Zdenko Frťala           |
| FC Sellier & Bellot Vlašim | Stadion v Kollárově ulici             | 1 200    | Vlašim         | Středočeský kraj     | Daniel Šmejkal          |
| FC Vysočina Jihlava        | Stadion v Jiráskově ulici             | 4 500    | Jihlava        | Kraj Vysočina        | Radim Kučera            |
| FC Zbrojovka Brno          | Městský fotbalový stadion Srbská      | 10 200   | Brno           | Jihomoravský kraj    | Miloslav Machálek       |
| FK Baník Sokolov           | Stadion FK Baník Sokolov              | 5 000    | Sokolov        | Karlovarský kraj     | D. Vaněček a K. Tichota |
| FK Dukla Praha             | Stadion Juliska                       | 8 150    | Praha          | Praha                | Roman Skuhravý          |
| FK Fotbal Třinec           | Stadion Rudolfa Labaje                | 2 200    | Třinec         | Moravskoslezský kraj | Svatopluk Habanec       |
| FK Pardubice               | Stadion Pod Vinicí                    | 3 000    | Pardubice      | Pardubický kraj      | Jiří Krejčí             |
| FK Slavoj Vyšehrad         | Stadion FK Slavoj Vyšehrad            | 2 500    | Praha          | Praha                | Roman Veselý            |
| FK Ústí nad Labem          | Městský stadion Ústí nad Labem        | 4 000    | Ústí nad Labem | Ústecký kraj         | Aleš Křeček             |
| FK Varnsdorf               | Městský stadion v Kotlině             | 5 000    | Varnsdorf      | Ústecký kraj         | David Oulehla           |
| FK Viktoria Žižkov         | Stadion FK Viktoria Žižkov            | 5 600    | Praha          | Praha                | D.Veselý                |
| MFK Chrudim                | Stadion Za Vodojemem                  | 1 500    | Chrudim        | Pardubický kraj      | Jaroslav Veselý         |
| MFK Vítkovice              | Městský stadion v Ostravě-Vítkovicích | 15 000   | Ostrava        | Moravskoslezský kraj | Jiří Balcárek           |
| SK Líšeň                   | Stadion SK Líšeň                      | 2 000    | Brno-Líšeň     | Jihomoravský kraj    | Milan Valachovič        |

## Tabulka
Aktuální k 18.7.2020.
| Poř. | Tým                        | Z  | V  | R  | P  | VG | OG | B  |
| ---- | -------------------------- | -- | -- | -- | -- | -- | -- | -- |
| 1.   | FK Pardubice               | 30 | 22 | 4  | 4  | 55 | 19 | 70 |
| 2.   | FC Zbrojovka Brno          | 30 | 20 | 7  | 3  | 75 | 29 | 63 |
| 3.   | FK Dukla Praha (S)         | 30 | 19 | 2  | 9  | 62 | 40 | 59 |
| 4.   | FC Hradec Králové          | 30 | 15 | 9  | 6  | 54 | 29 | 54 |
| 5.   | FK Viktoria Žižkov         | 30 | 15 | 4  | 11 | 45 | 40 | 49 |
| 6.   | FC Vysočina Jihlava        | 30 | 14 | 7  | 9  | 59 | 46 | 46 |
| 7.   | FK Ústí nad Labem          | 30 | 11 | 8  | 11 | 46 | 47 | 41 |
| 8.   | FC Sellier & Bellot Vlašim | 30 | 11 | 4  | 15 | 32 | 43 | 37 |
| 9.   | SK Líšeň (N)               | 30 | 8  | 12 | 10 | 49 | 47 | 36 |
| 10.  | MFK Chrudim                | 30 | 10 | 6  | 14 | 44 | 61 | 36 |
| 11.  | 1. SK Prostějov            | 30 | 8  | 11 | 11 | 33 | 42 | 35 |
| 12.  | FK Slavoj Vyšehrad (N)     | 30 | 9  | 6  | 15 | 40 | 55 | 33 |
| 13.  | FK Fotbal Třinec           | 30 | 7  | 10 | 13 | 40 | 55 | 31 |
| 14.  | FK Varnsdorf               | 30 | 6  | 8  | 16 | 37 | 65 | 26 |
| 15.  | FK Baník Sokolov           | 30 | 7  | 5  | 18 | 34 | 51 | 26 |
| 16.  | MFK Vítkovice              | 30 | 4  | 5  | 21 | 35 | 71 | 17 |

Poznámky:
- Z = Odehrané zápasy; V = Vítězství; R = Remízy; P = Prohry; VG = Vstřelené góly; OG = Obdržené góly; B = Body
- S = nováček (minulou sezónu hrál vyšší soutěž a sestoupil); N = nováček (minulou sezónu hrál nižší soutěž a postoupil)

| 1. | Přímý postup do Fortuna:Ligy 2020/21                                               |
| 2. | Přímý postup do Fortuna:Ligy 2020/21                                               |
|    | Sestup do České fotbalové ligy 2020/21 nebo Moravskoslezské fotbalové ligy 2020/21 |

## Výsledky - křížová tabulka
| Domácí \ Hosté | BRN | LÍŠ | DUK | HKR | CHR | JIH | PCE | PRO | SOK | VYŠ | TRI | UNL | VDF | VIT | VLA | ŽIŽ |
| Brno           |     | 2–0 | 0–0 | 2–1 | 3–2 | 5–2 | 1–1 | 5–0 | 1–0 | 4–1 | 5–0 | 2–2 | 4–1 | 1–0 | 4–0 | 6–1 |
| Líšeň          | 1–2 |     | 2–3 | 3–3 | 2–0 | 1–1 | 1–1 | 3–0 | 1–3 | 0–0 | 6–2 | 1–3 | 2–2 | 5–1 | 0–2 | 3–3 |
| Dukla          | 2–1 | 4–2 |     | 1–2 | 3–0 | 2–1 | 0–1 | 1–0 | 3–1 | 2–0 | 2–3 | 3–2 | 2–1 | 4–0 | 4–0 | 2–0 |
| Hradec Kr.     | 1–1 | 1–1 | 0–2 |     | 2–0 | 4–2 | 1–0 | 1–2 | 2–0 | 1–0 | 2–2 | 1–0 | 8–0 | 3–0 | 1–0 | 5–0 |
| Chrudim        | 1–4 | 1–3 | 3–2 | 2–2 |     | 4–3 | 1–3 | 1–1 | 1–0 | 3–2 | 1–0 | 3–3 | 5–2 | 3–1 | 1–1 | 0–3 |
| Jihlava        | 3–2 | 3–2 | 1–0 | 1–1 | 4–2 |     | 3–2 | 3–2 | 3–1 | 4–0 | 2–0 | 2–3 | 1–2 | 3–0 | 4–1 | 0–1 |
| Pardubice      | 1–2 | 2–0 | 3–1 | 0–0 | 4–0 | 2–1 |     | 1–0 | 4–0 | 4–1 | 1–0 | 5–0 | 2–0 | 2–1 | 1–0 | 2–1 |
| Prostějov      | 0–0 | 0–1 | 2–3 | 2–1 | 1–1 | 1–1 | 0–0 |     | 1–0 | 1–0 | 2–2 | 1–1 | 3–2 | 4–1 | 0–1 | 2–1 |
| Sokolov        | 0–2 | 1–2 | 2–3 | 0–0 | 3–0 | 1–3 | 1–2 | 1–1 |     | 1–0 | 2–2 | 3–1 | 1–0 | 4–0 | 2–1 | 1–2 |
| Vyšehrad       | 2–7 | 1–1 | 1–3 | 2–0 | 1–3 | 1–1 | 0–2 | 3–1 | 2–1 |     | 1–2 | 4–1 | 3–1 | 4–1 | 2–1 | 0–0 |
| Třinec         | 1–1 | 1–1 | 1–2 | 1–1 | 1–0 | 0–1 | 0–1 | 0–0 | 2–1 | 1–2 |     | 0–1 | 1–1 | 3–2 | 1–2 | 4–2 |
| Ústí nad Labem | 1–2 | 0–0 | 3–2 | 2–0 | 2–0 | 0–0 | 0–1 | 3–1 | 2–2 | 1–2 | 3–3 |     | 2–3 | 1–1 | 2–0 | 1–0 |
| Varnsdorf      | 0–1 | 0–0 | 1–1 | 1–2 | 3–3 | 2–1 | 1–2 | 1–3 | 3–0 | 2–2 | 2–2 | 0–3 |     | 3–1 | 2–1 | 0–4 |
| Vítkovice      | 2–3 | 2–2 | 0–3 | 1–4 | 0–1 | 1–1 | 1–3 | 2–2 | 4–0 | 4–2 | 5–2 | 3–1 | 0–0 |     | 0–2 | 0–1 |
| Vlašim         | 2–2 | 1–2 | 2–0 | 0–2 | 2–1 | 2–3 | 0–1 | 2–0 | 1–1 | 1–1 | 0–2 | 0–1 | 2–1 | 2–1 |     | 2–1 |
| Žižkov         | 1–0 | 2–1 | 5–2 | 1–2 | 0–1 | 1–1 | 2–1 | 0–0 | 2–1 | 1–0 | 3–1 | 2–1 | 3–0 | 2–0 | 0–1 |     |

Aktualizováno po zápasech hraných 11. července 2020.
Zdroj: 

Vysvětlivky
1. ↑  Domácí tým je uveden v levém sloupci

Barvy: Modrá = výhra domácích; Žlutá = remíza; Červená = výhra hostů

## Pořadí po jednotlivých kolech
Při shodném počtu bodů a skóre mohou být kluby umístěny na stejném místě v průběhu soutěže (zejména zpočátku), v závěru platí v případě rovnosti bodů a skóre dodatečná kritéria, která rozhodují o konečném pořadí.
| Klub       | 1  | 2  | 3  | 4  | 5  | 6  | 7  | 8  | 9  | 10 | 11 | 12 | 13 | 14 | 15 | 16 | 17 | 18 | 19 | 20 | 21 | 22 | 23 | 24 | 25 | 26 | 27 | 28 | 29 | 30 |
| ---------- | -- | -- | -- | -- | -- | -- | -- | -- | -- | -- | -- | -- | -- | -- | -- | -- | -- | -- | -- | -- | -- | -- | -- | -- | -- | -- | -- | -- | -- | -- |
| Pardubice  | 2  | 5  | 2  | 3  | 1  | 1  | 1  | 1  | 1  | 1  | 1  | 1  | 1  | 1  | 1  | 1  | 1  | 1  | 1  | 1  | 1  | 1  | 1  | 1  | 1  | 1  | 1  | 1  | 1  | 1  |
| Brno       | 5  | 12 | 5  | 5  | 9  | 7  | 8  | 6  | 7  | 6  | 6  | 5  | 5  | 4  | 4  | 3  | 3  | 2  | 2  | 2  | 2  | 2  | 2  | 2  | 2  | 2  | 2  | 2  | 2  | 2  |
| Dukla      | 13 | 7  | 3  | 6  | 4  | 4  | 2  | 4  | 4  | 2  | 2  | 2  | 2  | 2  | 2  | 4  | 5  | 5  | 5  | 3  | 4  | 4  | 5  | 5  | 4  | 3  | 3  | 3  | 3  | 3  |
| Hradec Kr. | 9  | 14 | 15 | 9  | 8  | 5  | 5  | 3  | 3  | 4  | 4  | 3  | 4  | 6  | 5  | 5  | 4  | 4  | 3  | 4  | 5  | 3  | 4  | 4  | 5  | 5  | 5  | 4  | 4  | 4  |
| Žižkov     | 14 | 8  | 13 | 8  | 5  | 3  | 3  | 5  | 6  | 7  | 7  | 8  | 7  | 8  | 7  | 6  | 6  | 6  | 6  | 6  | 3  | 5  | 3  | 3  | 3  | 4  | 4  | 6  | 6  | 5  |
| Jihlava    | 9  | 1  | 1  | 1  | 2  | 2  | 4  | 2  | 2  | 3  | 3  | 4  | 3  | 3  | 3  | 2  | 2  | 3  | 4  | 5  | 6  | 6  | 6  | 6  | 6  | 6  | 6  | 5  | 5  | 6  |
| Ústí n. L. | 9  | 15 | 9  | 10 | 12 | 8  | 6  | 7  | 9  | 9  | 8  | 6  | 6  | 5  | 6  | 7  | 7  | 7  | 8  | 7  | 7  | 7  | 7  | 7  | 7  | 7  | 7  | 7  | 7  | 7  |
| Vlašim     | 5  | 4  | 7  | 12 | 14 | 14 | 16 | 13 | 12 | 14 | 15 | 15 | 15 | 14 | 14 | 14 | 14 | 13 | 13 | 13 | 13 | 13 | 13 | 11 | 11 | 11 | 9  | 10 | 11 | 8  |
| Líšeň      | 5  | 2  | 4  | 2  | 3  | 6  | 7  | 8  | 5  | 8  | 9  | 9  | 8  | 9  | 9  | 8  | 8  | 9  | 9  | 9  | 10 | 11 | 9  | 9  | 9  | 9  | 10 | 11 | 11 | 9  |
| Chrudim    | 3  | 10 | 8  | 4  | 7  | 10 | 9  | 11 | 10 | 10 | 10 | 11 | 11 | 11 | 11 | 11 | 10 | 10 | 10 | 10 | 8  | 8  | 8  | 8  | 8  | 8  | 9  | 10 | 11 | 10 |
| Prostějov  | 3  | 9  | 14 | 13 | 13 | 12 | 12 | 10 | 11 | 11 | 11 | 10 | 10 | 10 | 10 | 10 | 12 | 12 | 11 | 11 | 11 | 9  | 10 | 10 | 10 | 10 | 8  | 8  | 9  | 11 |
| Vyšehrad   | 15 | 6  | 11 | 7  | 6  | 9  | 11 | 12 | 13 | 12 | 12 | 12 | 12 | 12 | 12 | 12 | 11 | 11 | 12 | 12 | 12 | 12 | 11 | 12 | 12 | 12 | 12 | 13 | 13 | 12 |
| Třinec     | 1  | 3  | 6  | 11 | 11 | 11 | 10 | 9  | 8  | 5  | 6  | 7  | 9  | 7  | 8  | 9  | 9  | 8  | 7  | 8  | 9  | 10 | 12 | 13 | 13 | 13 | 13 | 12 | 12 | 13 |
| Varnsdorf  | 5  | 11 | 10 | 15 | 10 | 13 | 13 | 15 | 16 | 16 | 13 | 13 | 13 | 13 | 13 | 13 | 13 | 14 | 14 | 14 | 14 | 14 | 14 | 14 | 14 | 14 | 15 | 14 | 15 | 14 |
| Sokolov    | 9  | 13 | 16 | 16 | 15 | 16 | 14 | 14 | 15 | 15 | 16 | 16 | 16 | 16 | 16 | 16 | 16 | 16 | 15 | 15 | 15 | 15 | 15 | 15 | 15 | 15 | 14 | 15 | 14 | 15 |
| Vítkovice  | 15 | 16 | 12 | 14 | 16 | 15 | 15 | 16 | 14 | 13 | 14 | 14 | 14 | 15 | 15 | 15 | 15 | 15 | 16 | 16 | 16 | 16 | 16 | 16 | 16 | 16 | 16 | 16 | 16 | 16 |

Poznámky:
- kurzívou = tým měl v daném kole odložené utkání; tučně = v době mezi dvěma koly byl odehrán odložený zápas

## Statistiky
Aktuální k 3.8.2020.

### Nejlepší střelci
| #     | Hráč              | Klub                | Góly |
| ----- | ----------------- | ------------------- | ---- |
| 1.    | Stanislav Klobása | FC Vysočina Jihlava | 17   |
| 2.    | Lukáš Matějka     | FK Ústí nad Labem   | 16   |
| 3.    | Michal Hlavatý    | FK Pardubice        | 14   |
| 4.–5. | Adam Vlkanova     | FC Hradec Králové   | 13   |
| 4.–5. | Tomáš Čvančara    | FC Slavoj Vyšehrad  | 13   |

### Střelci s dosaženým hattrickem
| Datum             | Hráč                | Klub              | Zápas                              | Výsledek |
| ----------------- | ------------------- | ----------------- | ---------------------------------- | -------- |
| 9. srpna 2019     | Fahrudin Djurdjević | FC Hradec Králové | FC Hradec Králové – FK Varnsdorf   | 8 : 0    |
| 21. září 2019     | Vojtěch Hadaščok    | FK Dukla Praha    | FK Dukla Praha – FK Ústí nad Labem | 3 : 2    |
| 29. května 2020   | Michal Hlavatý      | FK Pardubice      | FK Pardubice – FK Ústí nad Labem   | 5 : 0    |
| 4. července 2020  | Adrián Čermák       | FC Zbrojovka Brno | Vyšehrad – FC Zbrojovka Brno       | 2 : 7    |
| 11. července 2020 | Jan Silný           | SK Líšeň          | SK Líšeň – FK Fotbal Třinec        | 6 : 2    |

### Brankář s nejvíce vychytanými nulami
Aktuální k 3.8.2020.
| #     | Hráč          | Klub               | Počet |
| ----- | ------------- | ------------------ | ----- |
| 1.    | Milan Švenger | FK Viktoria Žižkov | 10    |
| 2.    | Marián Tvrdoň | FK Ústí nad Labem  | 8     |
| 3.–5. | Radim Ottmar  | FC Hradec Králové  | 7     |
| 3.–5. | Marek Boháč   | FK Pardubice       | 7     |
| 3.–5. | Jiří Floder   | FC Zbrojovka Brno  | 7     |